# Mlhy na Blatech (film)
Mlhy na Blatech je film z roku 1943 režiséra Františka Čápa, podle stejnojmenného románu Karla Klostermanna. Hudbu k filmu složil Jiří Srnka. Hudbu nahrál Orchestr Pragfilmu za řízení Václava Smetáčka a Jindřicha Bubeníčka.

## Obsazení (výběr)
- Zdeněk Štěpánek, jako sedlák Josef Potužák
- Marie Blažková, jako Potužákova manželka
- Vladimír Salač, jako Václav, jejich syn
- Jarmila Smejkalová, jako Apolenka, jejich dcera
- Terezie Brzková, jako stařenka
- Rudolf Hrušínský, jako čeledín Vojta
- Jaroslav Zrotal, jako hajný Radonický
- Jaroslav Průcha, jako sedlák Jakub Krušný